# Calibre 12

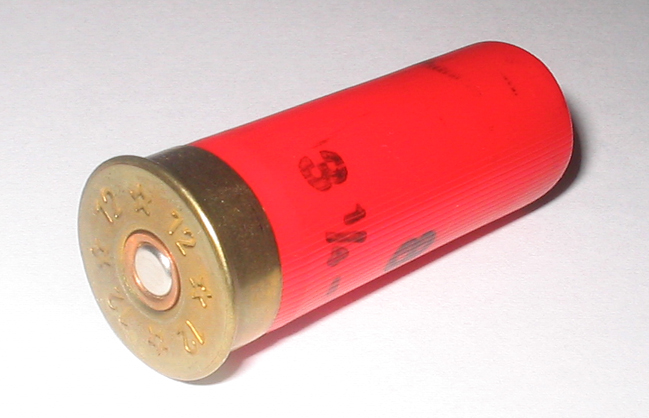
Calibre 12 de escopeta.

El Calibre 12 es actualmente el calibre de cartucho de escopeta más común, es usado para entrenamiento de tiro deportivo, tiro al plato, tiro recreativo, defensa personal y caza. La ventaja común de los cartuchos del calibre 12 es la combinación de bajo coste y alta potencia. Los cartuchos son producidos por varios fabricantes. Los cartuchos suelen llevar perdigones en su interior, aunque también se producen cartuchos equipados con un proyectil sólido en su interior, por ejemplo, la bala Poleva, la bala Foster, o la bala Brenneke. Los cazadores y deportistas suelen usar cartuchos del calibre 12 con fines recreativos, por ejemplo para competir o cazar, existen varias versiones del cartucho del calibre 12. Las armas que actualmente utilizan el calibre 12 incluyen a la gran mayoría de las escopetas existentes. El cañón de una escopeta que usa cartuchos de calibre 12 tiene un diámetro interno de 18,53 mm. Algunos de los fabricantes más famosos de armas del calibre 12 son los fabricantes de armas: Benelli Armi, Beretta, O. F. Mossberg & Sons, Remington Arms, Winchester Repeating Arms Company y la Corporación Kalashnikov.